# گزمه
گزمه یک روستا در ایران است که در استان سیستان و بلوچستان واقع شده‌است. گزمه ۱۲۴ نفر جمعیت دارد.
بیشتر ساکنان قدیم این روستا به دلایل عضویت در ارتش و مبارزه با تجزیه طلبان و خشکسالی به استان های گلستان، کردستان، خراسان شمالی و خوزستان مهاجرت کردند و تاکنون در استان‌های ذکر شده زندگی می‌کنند.
گزمه در لغت نامه دهخدا به معنی پاسبان و شبگرد است و دارای ریشه ترکی است و از دورهٔ خوارزمشاهیان نیز از واژهٔ گزمه استفاده می‌شود.
تاریخ خاندان گزمه
بنابر معنی و فلسفه ای که در پشت نام گزمه هست می‌توان پی برد که گزمه‌ها در از زمان ایران باستان وجود داشته اند و همواره جز مامورین حکومتی بودند که وظیفه حفظ نظم و امنیت در شهرها و ایالت های قدیمی داشته‌اند.
همچنین گزمه‌ها جز سلحشورانی بودند که بخاطر روحیهٔ جنگی و استعدادی که در جنگ داشتند مسئولیت حفاظت از شهرها را برعهده داشتند و همواره در تلاش بودند که بتوانند نظم را در شهر ایجاد کنند.

گزمه ها تاریخ و قومیت خود را در خاندان سورن که یکی از خاندان های مهم و تاج بخش در زمان اشکانیان بودند میبینند که سردار سورنا نیز از همین خاندان بوده است و همچنین آنها قومیت خود را به زابلستان اسطوره ای که در شاهنامه آمده است منسوب می‌گردانند.

و اما اطلاعات نوشتاری که در مورد گزمه ها وجود دارد من جمله کتاب جامع جعفرى، نوشته محمدجعفر بن محمدحسین نايينى در زمان زندیه میباشد که از واژه ی گزمه و وظایف ان نام میبرد
گزمه‌ها در یزد و در زمان حکومت جعفرخان حفاظت از شهر را برعهده داشتند و حتی از گزمه‌های سواره نیز نام برده شده است. «گزمه‌های سواره را به سرکردگی خانزاده‌ای در روز به گردیدن اطراف شهر و استحضار از نظم کشیک دروازه و بروج مامور ساختند.» 
گزمه‌های پیاده در شب به این کار می‌پرداختند. از این سخن می‌توان به تفاوت عملکرد گزمه در عصر زندیه و قاجاریه پی برد. این‌گونه برداشت می‌شود که در این عصر گزمه‌ها وظیفه حراست اطراف شهر و نه کوچه و بازار را بر عهده داشته‌اند.
منظور از «نظم کشیک و بروج» بررسی وضعیت دروازه‌های شهر و برج‌های نگهبانی است که گزمه‌ها مامور نظارت بر آنها بودند. منصب گزمه با همان وظایف و ساختار به دوره قاجاریه منتقل شد و کار خود را در زیر نظر داروغه‌ها انجام می‌دادند.
در عهد صفویه میرشب از طرف دیوان انتخاب می‌شد و از اجزای داروغه بود؛ اما به احتمال زیاد انتخاب این مقام در زمان قاجار باید از طرف داروغه باشد. از اسامی میران شب در عهد ناصری می‌توان نشانه‌هایی از توارث را نیز در انتصاب این افراد دید اما انتخاب گزمه‌ها به عهده داروغه بود. گاه حاکم خود افرادی را برای این منصب انتخاب می‌کرد، حاکم قزوین آقاحسن را به‌عنوان سرگزمه شهر انتخاب کرد. گزمه‌ها و شبگردان زیر نظر او کار می‌کردند؛ ولی مستقیما از او دستور نمی‌گرفتند؛ بلکه گزمه‌ها نیز رئیسی به نام سرگزمه داشتند که به واسطه او از میرشب فرمان می‌بردند و عده‌ای مشعل‌دار و چند نفر اسلحه‌دار از اداره دیوان بیگی جزو ابواب جمعی او بودند و زیرنظر میرشب به اجرای وظایف خود می‌پرداختند. رئیس عسس‌ها را میرشب یا میرعسس می‌گفتند که سرپرستی آنها را برعهده داشت.

#### حقوق گزمه ها در قاجاریه
از اسناد باقی‌مانده از دوره قاجار می‌توان درباره مواجب این گروه اطلاعات خوبی به‌دست آورد. بر این اساس مواجب آنها به دو نوع جنسی و نقدی تقسیم می‌شد که از طرف حکومت به آنها پرداخت می‌شد. در سندی به مبلغ ۳۹۹۰ تومان که برای مواجب گزمه‌های ۴ محله تهران اشاره شده، مشخص نشده هر فردی چه مقدار دریافت می‌کرده، ولی روشن است که این مواجب را حاکم وقت تهران، علی‌خان ظل‌السلطان معین کرده که از طریق کدخدایان به‌دست آنها رسید نه داروغه یا میرشب.
همچنین در شماره ۱۲۶ روزنامه وقایع‌اتفاقیه از افزایش حقوق گزمه‌ها صحبت شده است که به‌دلیل عملکرد خوب گزمه‌ها در زمان شیوع بیماری وبا بود که مردم شهر را تخلیه کرده بودند. در شماره دیگری از همین روزنامه از نوع دیگری مواجب سخن گفته شده که متفاوت است. در قزوین کدخدا برای گزمه‌ها از هر خانه مبلغی را می‌گرفته و مواجب آنها قرار می‌داده؛ اما دزدی و سرقت همچنان زیاد بوده است که باعث می‌شود این رسم برداشته شود؛ ولی زمانی‌که حکمران آقا حسن را به‌عنوان سرگزمه مشخص می‌کند، معین می‌کند که حقوق گزمه‌ها از دریافتی‌های محلات شهر پرداخت شود دلیل برقراری دوباره این رسم معلوم نیست.